# 维通库尔
维通库尔（法語：Vittoncourt，法語發音：[vitɔ̃kuʁ]）是法国摩泽尔省的一个市镇，属于福尔巴克-布莱摩泽尔区。

## 地理
维通库尔（49°1'14"N, 6°25'47"E）面积9.51 平方千米，位于法国大東部大區摩泽尔省，该省份为法国东北部内陆省份，是洛林的一部分，西南接默尔特-摩泽尔省，东临下莱茵省，北与卢森堡和德国接壤。
与维通库尔接壤的市镇（或旧市镇、城区）包括：阿丹库尔、尚维尔、埃米利、埃尔尼、雷米伊、瓦莫。

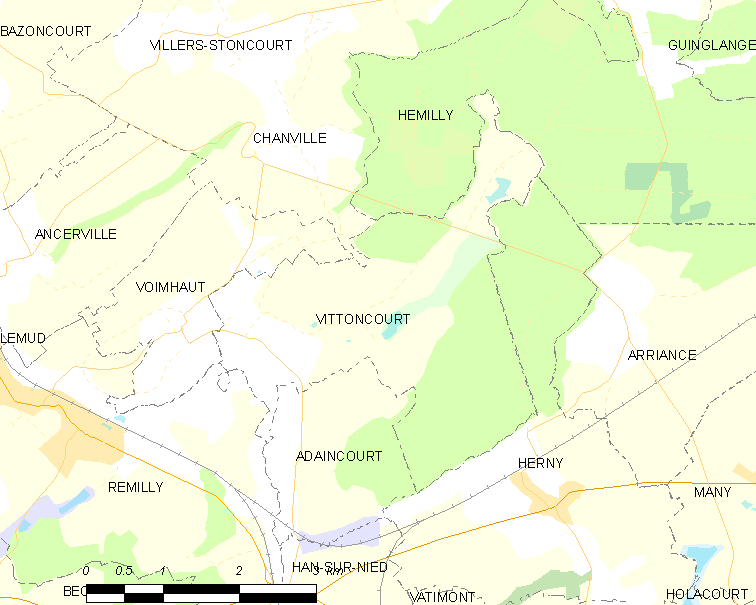
维通库尔的OSM定位图

维通库尔的时区为UTC+01:00、UTC+02:00（夏令时）。

## 行政
维通库尔的邮政编码为57580，INSEE市镇编码为57726。

## 政治
维通库尔所属的省级选区为福尔克蒙县。

## 人口

1962-2008年间维通库尔人口变化图示

维通库尔于2022年1月1日时的人口数量为389人。